# Aliano
Aliano é uma comuna italiana da região da Basilicata, província de Matera, com cerca de 1.274 habitantes. Estende-se por uma área de 96 km², tendo uma densidade populacional de 13 hab/km². Faz fronteira com Gorgoglione, Missanello (PZ), Roccanova (PZ), Sant'Arcangelo (PZ), Stigliano.

## Demografia
| Variação demográfica do município entre 1861 e 2011                               |
|                                                                                   |
| Fonte: Istituto Nazionale di Statistica (ISTAT) - Elaboração gráfica da Wikipedia |